# Brownson (Schiff, 1945)
Die USS Brownson (DD-868), benannt nach dem Konteradmiral Willard Herbert Brownson (1845–1935), war ein Zerstörer der Gearing-Klasse der United States Navy.
Die Kiellegung erfolgte durch die Bethlehem Steel Corporation auf Staten Island in New York, N.Y. am 13. Februar 1945. Getauft und vom Stapel gelassen wurde die Brownson am 7. Juli 1945 durch Miss Caroline Brownson Hart, Enkelin von Admiral Brownson, in Dienst gestellt wurde sie am 17. November 1945. Die Brownson wurde in  Bath, Maine in einen reduzierten operationellen Status eingestuft, verblieb aber in aktivem Dienst. Im Oktober 1946 wurde sie entlang der Ostküste der USA und in der Karibik eingesetzt, mit zwischenzeitlichen Entsendungen ins Mittelmeer.
Anfang 1947 nahm das Schiff an der Operation Highjump in der Antarktis teil. In Anerkennung dafür tragen die Brownson-Inseln vor der Küste des Ellsworthlands den Namen des Zerstörers.
Am 8. November 1950 kollidierte sie während eines Nachteinsatzes vor Bermuda mit der Charles H. Roan, wodurch der Bug der Brownson schwer beschädigt wurde. Die anschließenden Reparaturen in Boston dauerten bis zum Februar 1951. Die USS Brownson wurde am 30. September 1976 außer Dienst gestellt, aus dem Schiffsregister der US-Marine gestrichen und am 10. Juni 1977 zur Abwrackung verkauft.